# Ivan Rein
Ivan Rein (geboren 9. September 1905 in Osijek, Österreich-Ungarn; gestorben 12. Dezember 1943 in Sisak, Unabhängiger Staat Kroatien) war ein jugoslawischer Maler.

## Leben

14. Juli 1935 in Frankreich

Ivan Rein war ein Sohn des Rechtsanwalts Mavro Rein und der Olga Hönigsberg, die Eltern wurden  1943 Opfer des Holocaust, seine Schwester konnte fliehen. Rein besuchte in Osijek das Gymnasium und studierte für ein Jahr Architektur an der Wiener Kunstakademie. Seine Eltern zogen 1924 nach Zagreb. Dort studierte er unter anderem bei Vladimir Becić an der Akademie der bildenden Künste der Universität Zagreb. 1929 ging Rein als freier Maler nach Paris und arbeitete im Quartier Latin. 1933 hatte er seine erste Einzelausstellung in Paris, 1934 nahm er an der ersten Jahresausstellung kroatischer Maler in Zagreb teil. 1937 nahm er an einer Gruppenausstellung jugoslawischer Maler in Paris teil und 1939 an einer Gruppenausstellung in der Galerie Bernheim-Jeune. Nach der deutschen Eroberung Frankreichs 1940 kehrte er ins neutrale Jugoslawien zurück. 
Nach der deutschen Eroberung und Zerschlagung Jugoslawiens 1941 versuchte Rein sich vor der Judenverfolgung im Unabhängigen Staat Kroatien in der Landschaft Gorski kotar zu verstecken. Er wurde 1942 im Konzentrationslager Kraljevica im italienisch okkupierten Kraljevica inhaftiert. 1943 kam er in das italienische Konzentrationslager Rab, das bei der Kapitulation Italiens im September 1943 aufgelöst wurde. Rein schloss sich nun den jugoslawischen Partisanen an. Ende 1943 wurde Rein schwer verwundet und vom Ustascha-Regime festgenommen. Er starb in der Haft im Krankenhaus von Sisak.